# Hùng Thắng, Bình Giang
Hùng Thắng là một xã thuộc huyện Bình Giang, tỉnh Hải Dương, Việt Nam.
Xã Hùng Thắng có diện tích 6,76 km², dân số năm 2022 là khoảng 7300 người, mật độ dân số đạt 1079 người/km².

## Vị trí
Hùng Thắng là một xã thuộc huyện Bình Giang, tỉnh Hải Dương, Việt Nam. Phía Đông giáp xã Long Xuyên, phía Nam giáp Tân Việt, Vĩnh Hồng, phía Tây giáp Vĩnh Hưng, phía Bắc giáp sông Sặt và Huyện Cẩm Giàng.

## Hành chính
Xã có tất cả 5 thôn chia làm 12 đội:
- Thôn Tuấn (Tuấn Kiệt) gồm 2 đội (Đội 1 Tuấn Bắc và Đội 2 Tuấn Nam).
- Thôn Nhân Kiệt gồm 4 đội (3-6)
- Thôn Hòa Ché gồm 4 đội (7 - 10).
- Thôn Luơng Phúc (gộp từ Thuần Luơng và Phúc Lão) có 2 đội (11 và 12).

Khu hành chính xã đặt tại thôn Hòa Ché bao gồm: trường Tiểu học, Trung học sơ sở, trạm y tế, bưu điện, ủy ban nhân dân xã và các cơ quan hành chính. Chủ tịch xã là đ/c Phạm Đình Muôn, Bí thư là đ/c Phạm Đình Doanh.

## Danh Nhân
- Người có công khai hoang lập ấp đầu tiên là tướng quân Đinh Điền thời nhà Đinh. Các sắc phong: sắc phong ông làm: “Tế thế Hộ quốc Hiển ứng Linh quang Đại vương”, “Thượng đẳng Vạn cổ Phúc thần Trung thánh Đại tư đồ Bình chương sự Khai ốc Công đức Văn Đại vương” vợ ông là Phan Môi Nương cũng được sắc phong là: “Huệ Hoa Gia Tĩnh Trinh Thục phu nhân”. Phần mộ: Ông phu Nhân được an táng tại chùa Trúc Lâm, Quảng Ninh quê của mẹ ông.
- Phạm Đỉnh Chung (范鼎鍾) người làng Tuấn Kiệt, huyện Đường An, Hải Dương, đỗ Đệ tam giáp đồng Tiến sĩ xuất thân, làm quan dưới thời Hậu Lê (Lê Dụ Tông).

## Kinh Tế và văn hóa
Hùng Thắng là một xã Thuần nông nghiệp và Xuất khẩu lao động đi nước ngoài.
Tuấn Kiệt và Nhân Kiệt có khu di tích lịch sử được xếp hạng cấp tỉnh là khu đình làng thờ tướng quân Đinh Điền thời nhà Đinh.
Thôn Hòa Ché là thôn có đặt UBND xã và các trường THCS cũng như TH Hùng Thắng. Thôn Hòa Ché có các dòng họ như Đỗ Danh, Vũ Đình, Phạm Viết..., hằng năm vào dịp thanh minh, thôn có tổ chức các hoạt động dòng họ như thể thao bóng chuyền, bóng bàn, cầu lông, cờ tướng...Hoạt động này đã thành Hội Làng Thanh minh giúp cho mỗi người gắn kết với dòng họ và quê hương.

## Di tích
- Đình Nhân Kiệt: Thờ tướng Đinh Điền trên vùng đất khai hoang. Đinh Điền từng kéo quân về vườn Hồng Ba Đống thuộc làng Nhân Kiệt để lập căn cứ luyện quân đánh dẹp 12 sứ quân. Ông được triều đình ban thưởng 500 mẫu ruộng cùng nhiều trâu cày. Ông đã quy tụ dân chúng lập lên xã Thanh Chung nay tách hình thành 2 làng là Nhân Kiệt và Tuấn Kiệt
- Đình Tuấn Kiệt: Thờ tướng Đinh Điền trên vùng đất khai hoang. Đình Tuấn Kiệt được khởi dựng vào thời Hậu Lê. Năm 2002, người dân địa phương phục dựng lại đình to đẹp mang phong cách thời Nguyễn với kiến trúc kiểu chữ “Đinh” (J) gồm 5 gian đại bái và 3 gian hậu cung.[3] Ngày 14/02/2019 được Sở văn hóa tỉnh cấp duyệt bằng di tích văn hóa cấp tỉnh với di tích đình Tuấn Kiệt. Năm 2023 Đình được sang sửa lại khang trang và mở rộng, cổng tam quan bằng đá xanh, dựng lại khuôn viên và thay lại nội cung bằng gỗ.